# Trần Minh Tuấn
Trần Minh Tuấn (sinh ngày 1 tháng 1 năm 1962) là một thẩm phán người Việt Nam. Ông hiện là Phó Chánh án Tòa án nhân dân cấp cao tại Đà Nẵng, thành viên Ủy ban thẩm phán Tòa án nhân dân cấp cao tại Đà Nẵng. Ông có chức danh Thẩm phán Tòa án nhân dân tối cao. 

## Tiểu sử
Trần Minh Tuấn từng là Thẩm phán, Phó Chánh tòa Tòa dân sự Tòa án nhân dân thành phố Đà Nẵng.
Ngày 3 tháng 8 năm 2015, Trần Minh Tuấn được trao quyết định bổ nhiệm giữ chức vụ Chánh tòa Tòa hình sự Tòa án nhân dân cấp cao tại Đà Nẵng thời hạn 5 năm.